# Martyisdead
#martyisdead  là một webseries kinh dị của Séc được phát hành vào ngày 20 tháng 10 năm 2019 trên Mall.TV. Chương trình được tạo ra với sự hợp tác của CZ.NIC, được quay bởi công ty Bionaut của Séc. Chương trình hướng đến vấn đề bắt nạt trên mạng và được lấy cảm hứng từ các sự kiện có thật. Chương trình đã giành được giải thưởng chính tại lễ hội Serial Killer, nơi chương trình được công chiếu. Vào tháng 9 năm 2020, #martyisdead, về phương diện lịch sử, là loạt phim đầu tiên của Séc được đề cử giải Emmy quốc tế, ở hạng mục Loạt phim ngắn. Loạt phim đã được trao giải thưởng vào tháng 11. Vào tháng 3 năm 2021, chương trình đã giành được Giải Czech Lion cho Thành tựu phi thường trong lĩnh vực nghe nhìn.

## Diễn viên
- Jakub Nemčok trong vai Martin „Marty" Biederman
- Jan Grundman trong vai Petr Biederman, bố của Marty
- Petra Bučková trong vai Alena Biedermanová, mẹ của Marty
- Sára Korbelová trong vai Kristýna, bạn gái của Marty
- Matěj Havelka trong vai Kryštof, bạn của Marty
- Andrej Polák trong vai cô giáo của Marty
- Jan Zadražil trong vai tài xế xe tải
- Klára Miklasová trong vai thư kí
- Tomáš Bambušek trong vai nhà tội phạm học